# Хрватско револуционарно братство
Хрватско револуционарно братство или ХРБ је била терористичка и политичка организација хрватских емиграната у Аустралији. Основали су је 1961. године Геза Пашти, Јуре Марић, Илија Толић и Јосип Облак. Они су прије тога били чланови Хрватског ослободилачког покрета (ХОП-а), али су због недјеловања ХОП-а основали своју организацију. Основна начела, објављена 1961. године у Шведској су била: 
ХРБ је борбена организација са задаћом ослобођења хрватског народа од туђинског насиља и поновно ускрисити државу Хрватску, ХРБ „послужит ће се свим расположивим средствима, укључујући и употребу оружја да се коначни циљ оствари“ у новом хрватском народу неће бити повлаштених класа…

## Организација
Према службеним југославенским подацима до 1965. године основане су подржнице ХРБ у цијелој Европи и имале су око 50 припадника. Према истом извору ХРБ је у Сиднеју основао организацију „Хрватска младеж“ која издаје часопис „Узданица“. ХРБ у свом власништву има бројне објекте чијим се приходима финансира уз скупљање прилога и чланарина. Сваки члан полагао је заклетву и имао конспиративно име. ХРБ је дјеловала до службеног распуштања 1996. године. Крилатица организације је била „Живот за Хрватску“.
Западна Немачка је забранила рад ХРН на својој територији 1976.

## Акције
- Група Толић-Облак; Три тројке диверзаната послане у Југославију 1963. године. Диверзије нису успјеле, а диверзанти су похватани и осуђени на дуготрајне временске казне;
- акција Бугојно 1972.;
- диверзија у Клубу Југословена у Паризу 1966.;
- покушај диверзије на далеководу и прузи Загреб-Ријека 1967.;
- припрема атентата на Тита 1967.;
- диверзија на конзулат СФРЈ у Мелбурну 1967.;
- припрема бомбашких напада на авионе, аутобусе и возове 1968. са циљем ометање туристичке сезоне у Југославији;
- диверзија на гостионицу у Схевенингену у којој генерални конзулат организује конзуларне дане;
- бомбашки напад на биоскоп „20. октобар“ у Београду 1968. када је једна особа погинула и 85 рањено;
- покушај убиства југословенског конзула у Њемачкој 1966.;
- убиство домара конзулата у Штутгарту 1966.;
- покушај убиства шефа Југословенске војне мисије у Берлину 1969.;
- рањавање вицеконзула СФРЈ у Лиону;
- покушај саботаже туристичке сезоне 1975. (акција "Кактус"); .[1]

## Значајни чланови
Неки чланови ХРБ:
- браћа Андрић
- Блаж Краљевић
- Гезе Пашти
- Јосип Сенић
- Паво Вегар
- Мирко Власновић
- Илија Главаш

Они су некада били чланови ХОП-а али су напустили организацију када су увидјели да своје циљеве не могу постићи политичким путем.